# Haïdy Aron
Haïdy Aron (* 21. Mai 1973 in Paramaribo) ist eine ehemalige französische Leichtathletin, die sich auf den Hürdenlauf spezialisiert hat.

## Sportliche Laufbahn
Erste internationale Erfahrungen sammelte Haïdy Aron im Jahr 1992, als sie bei den Juniorenweltmeisterschaften in Seoul mit 14,28 s im Halbfinale im 100-Meter-Hürdenlauf ausschied. 2001 belegte sie dann bei den Spielen der Frankophonie in Ottawa in 13,35 s den siebten Platz und anschließend gewann sie bei den Mittelmeerspielen in Tunis in 13,04 s die Silbermedaille hinter ihrer Landsfrau Patricia Girard und mit der französischen 4-mal-100-Meter-Staffel sicherte sie sich in 44,40 s gemeinsam mit Céline Thélamon, Fabé Dia und Sylvie Mballa Éloundou die Goldmedaille. Im Jahr darauf klassierte sie sich bei den Europameisterschaften in München mit 13,07 s auf dem fünften Platz über die Hürden und 2003 kam sie bei den Weltmeisterschaften in Paris mit 13,35 s nicht über die erste Runde hinaus. Im September 2004 bestritt sie im südkoreanischen Busan ihren letzten offiziellen Wettkampf und beendete daraufhin ihre aktive sportliche Karriere im Alter von 31 Jahren.

## Persönliche Bestzeiten
- 100 m Hürden: 12,85 s (−1,9 m/s), 18. August 2002 in La Chaux-de-Fonds
  - 60 m Hürden (Halle): 8,07 s, 18. Februar 2001 in Liévin